# Cammino francescano della Marca
Il Cammino francescano della Marca è un percorso di interesse religioso, naturalistico e culturale che si sviluppa tra Assisi e Ascoli Piceno.

## Storia e descrizione
Il Cammino francescano della Marca nasce nel 2016 e segue l'antico tragitto tra Assisi e Ascoli Piceno percorso da san Francesco d'Assisi durante le sue predicazioni.
Il cammino ha una lunghezza di 197 km: la parte più bassa è posta a 149 metri mentre quella più alta a 970. Si attraversano due regioni, l'Umbria e le Marche, e diciassette comuni: Assisi, Spello, Foligno, Serravalle di Chienti, Muccia, Pievebovigliana, Fiastra, Camerino, Caldarola, Cessapalombo, San Ginesio, Sarnano, Amandola, Comunanza, Palmiano, Venarotta e Ascoli Piceno. Il percorso è interamente segnalato, grazie anche all'utilizzo, nella segnaletica, dell'acronimo CFM. Il cammino viene effettuato in 8 giorni e le tappe sono:
- Assisi - Foligno
- Foligno - Colfiorito
- Colfiorito - Polverina

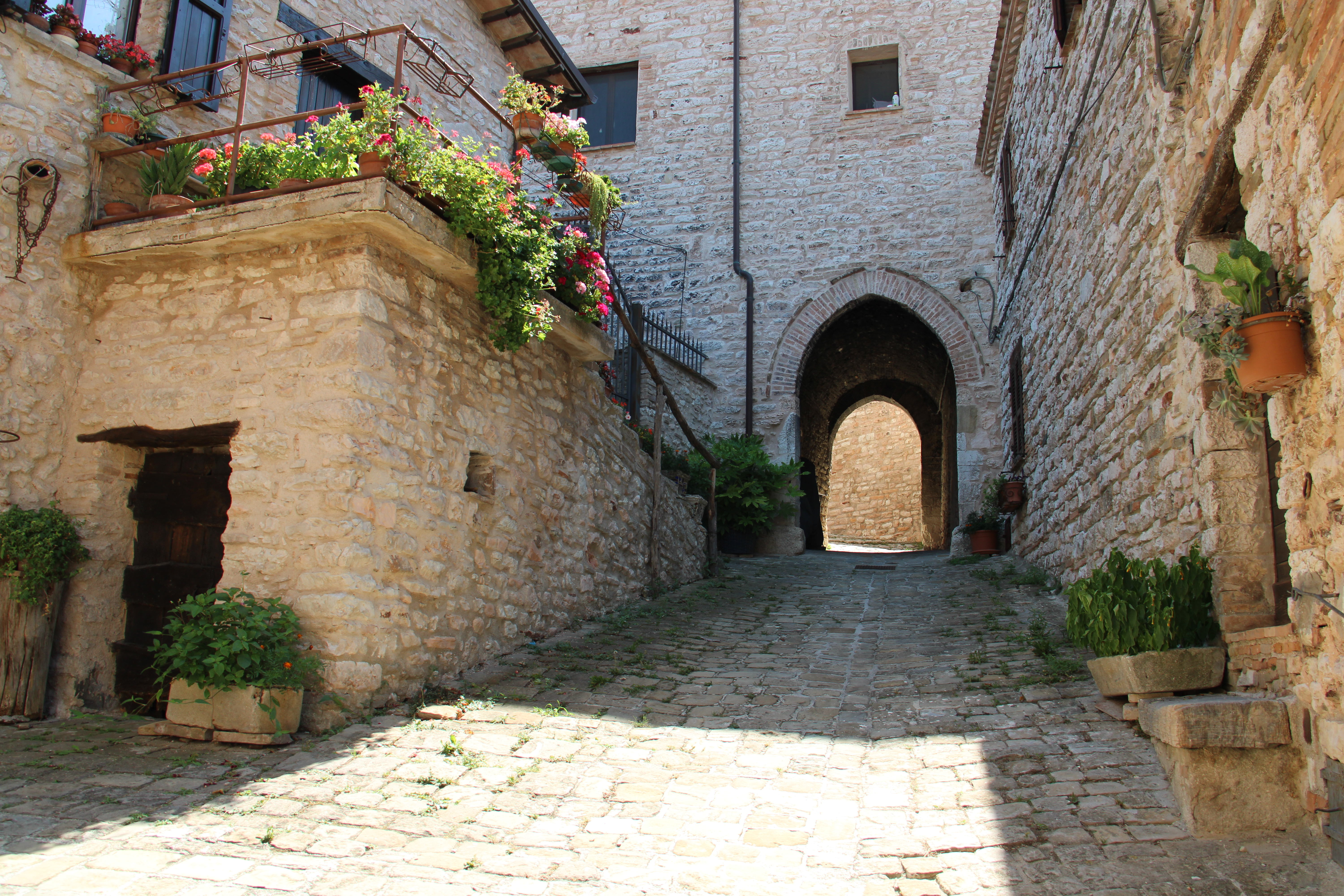
Il cammino presso Caldarola

- Polverina - Montalto di Cessapalomba
- Montalto di Cessapalomba - Sarnano
- Sarnano - Comunanza
- Comunanza - Venarotta
- Venarotta - Ascoli Piceno

Il cammino parte da Assisi per toccare prima Spello e poi Foligno: lungo questo tratto costeggia il parco del monte Subasio che si affaccia sulla valle Umbra. Dopo aver attraversato le frazioni di Scanzano e Belfiore si entra nel parco dell'Altolina fino a giungere agli altopiani di Colfiorito.
Passate le paludi del parco di Colfiorito, si lascia l'Umbria per immettersi nelle Marche, risalendo lungo il monte Parivecchio, raggiungendo il punto più alto del cammino, posto a 957 metri. Seguendo il corso del fiume Chienti si attraversa Serravalle di Chienti, Muccia e Pievebovigliana: in quest'ultimo comune si fiancheggiano il castello di Beldiletto e il lago di Polverina, fino a giungere alla pieve di San Giusto nella frazione di San Maroto. Si prosegue per i borghi di Valdiea, nel comune di Camerino, Fiungo e Valcimarra, con il santuario della Madonna del Sasso.

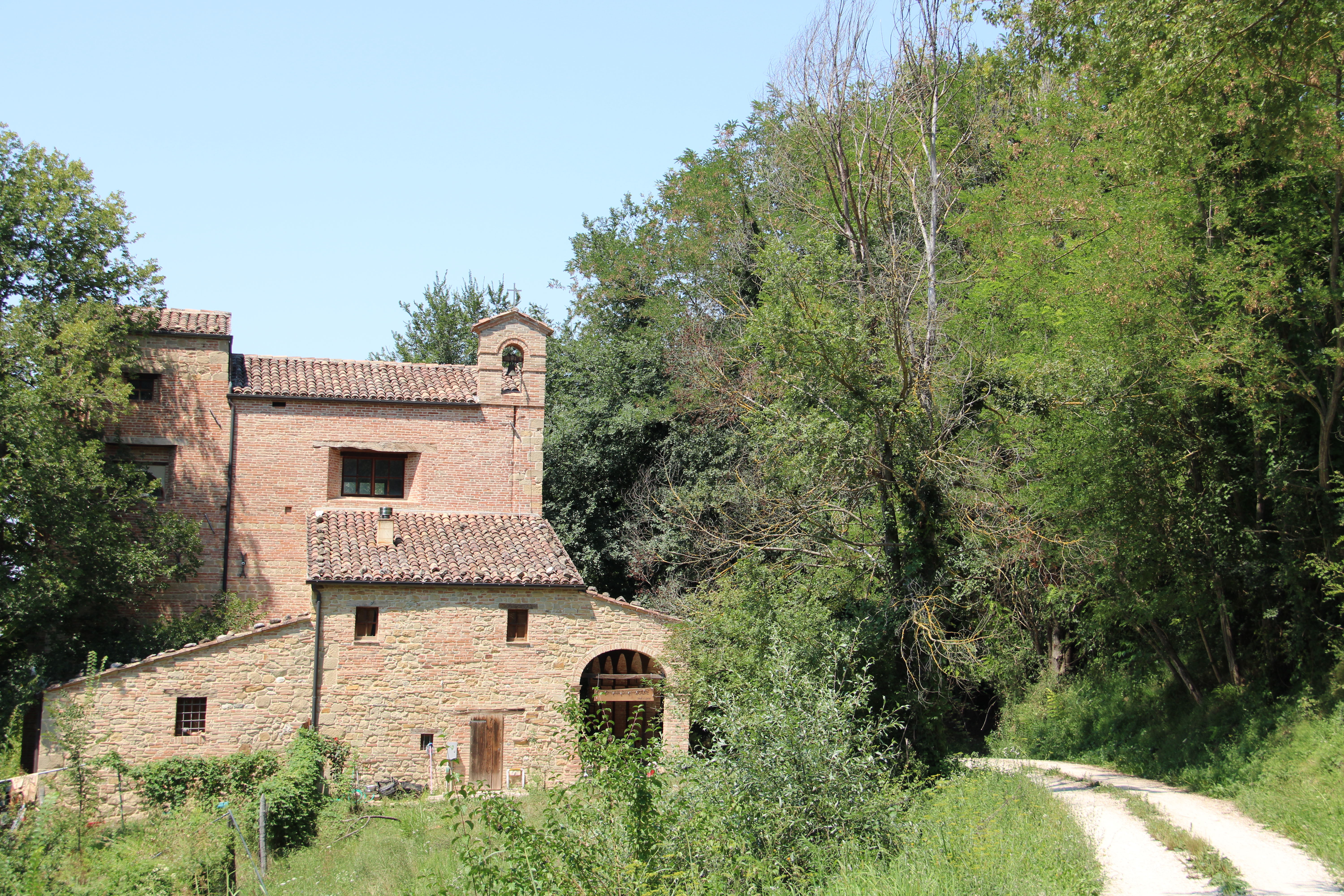
Il cammino presso la chiesa della Madonna delle Grazie o eremo dell'Incarnazione ad Amandola

Giunti al castello di Pievefavera, nei pressi del lago di Caccamo, il percorso abbandona la via Lauretana, fin qui seguita da Assisi, per svoltare verso sud ed entrare a Caldarola. Dopo il castello di Montalto di Cessapalomba, si prosegue lungo il sentiero dei carbonai, che prende il nome dall'attività della zona, ossia dedita alla produzione di carbone dal legno; fiancheggia poi la grotta dei Frati e scende nelle gole del Fiastrone, per poi risalire all'abbazia di San Salvatore e al borgo di Monastero. Si passa per il santuario di San Liberato, nel territorio comunale di San Ginesio, per giungere a Sarnano.
Passato il fiume Tennacola si raggiunge Amandola: dopo il centro cittadino si attraversa fiume Tenna per giungere alla chiesa della Madonna delle Grazie. Superati diversi borghi si arriva a Comunanza, per poi risalire verso Gesso e successivamente Tavernelle, fino a Palmiano. Si raggiunge Verarotta (è possibile qui effettuare una deviazione per Montedinove, per visitare alcuni luoghi francescani, come Poggio Canoso), da dove si segue il corso del fiume Chiaro per passare il borgo di Tirabotte, la frazione di Curti, il santuario della Madonna di Porto di Gimigliano e infine arrivare ad Ascoli Piceno passando attraverso la porta Cappuccina.